# 다가시카시
《다가시카시》(일본어: だがしかし)는 코토야마가 그린 일본의 만화 작품이다. 《주간 소년 선데이》(쇼가쿠칸)에서 2014년 30호부터 2018년 20호까지 연재되었다.
막과자 가게를 무대로 한 코미디 작품이다. 가업을 잇고 싶지 않은 소년에게 막과자 마니아인 사장 영애가 막과자의 매력과 그에 얽힌 소 재료를 하이텐션으로 설명하면서 소년에게 막과자 가게를 잇게 하려고 획책하는 모습이 그려져 있다. 《주간 소년 선데이》 2015년 43호에서 TV 애니메이션화가 발표되었다.

## 줄거리
어느 반도의 바닷가에 있는 시골 마을에 살고 있는 시카다 코코노츠는 만화가가 되고 싶은 소년이다. 그러나 코코노츠의 아버지인 시카다 요우는 코코노츠에게 친가의 막과자 가게인 시카다 막과자를 이어나가기를 요구한다. 가게를 잇고 싶지 않은 코코노츠의 앞에 어느 날, 도시에서 온 거대 막과자 재벌기업의 딸이자 막과자 마니아인 여자 아이 시다레 호타루가 코코노츠의 아버지를 스카우트하기 위해 나타난다. 하지만 요우는 아들이 가게를 이어주기 전까지는 갈 수 없다며 스카우트를 거절한다. 이에 호타루는 온갖 수단으로 코코노츠에게 막과자의 장점을 어필하며 막과자 가게를 잇게 하려고 분투한다.

## 등장인물
시카다 코코노츠 (鹿田 ココノツ)
성우 - 아베 아츠시
시다레 호타루 (枝垂 ほたる)
성우 - 타케타츠 아야나
시카다 요우 (鹿田 ヨウ)
성우 - 후지와라 케이지
엔도 토우 (遠藤 豆)
성우 - 스즈키 타츠히사
엔도 사야 (遠藤 サヤ)
성우 - 누마쿠라 마나미
타마이 씨 (玉井さん)

## 작중에 등장한 과자・음료
가리가리군(일본의 아이스바)에만 실명이 아닌 「고리고리군」이라는 명칭으로 등장한다.
| 제1권 - 우마이봉(うまい棒) - 포테이토 프라이(ポテトフライ) - 키나코봉(きなこ棒) - 나마이키 맥주(生いきビール) - 모로코 후르츠 요구르트(モロッコフルーツヨーグル) - 커피 우유 캔디(コーヒー牛乳キャンディ) - 영도너츠(ヤングドーナツ) - 부타멘(ブタメン) - 쿠루쿠루보- 젤리(くるくるぼーゼリー) - 피리 라무네(フエラムネ) - 라무네(ラムネ) - 코코아 시가렛(ココアシガレット) - 쁘띠쁘띠 점쟁이 초코(プチプチうらないチョコ) - 빈 라무네(ビンラムネ) - 코자쿠라 모찌(こざくら餅) - 타마고 아이스(たまごアイス) | 제2권 - 두근두근 스마트폰(わくわくスマートフォン) - 세븐네온(セブンネオン) - 사쿠라 다이콘(さくら大根) - 몬스터 스탬프(モンスタースタンプ) - 양양츠케보-(ヤンヤンつけボー) - 얏타-!멘(ヤッター!めん) - 본탄아메(ボンタンアメ) - 아메리칸 콜라(アメリカンコーラ) - 초히모Q(超ひもQ) - 와타바치(わたパチ) - 신 포도를 조심(すっぱいぶどうにご用心) - 양배추 타로(キャベツ太郎) - 아지카레(味カレー) - 메론볼(メロンボール) - 네루네루네루네(ねるねるねるね) - 오모시로보이(面白ボーイ) - 초코헤비(チョコベビー) - 초코배트(チョコバット) - 인연이 있어(ごえんがあるよ) | 제3권 - 후가시(ふがし) - 헤비스타 라멘(ベビースターラーメン) - 닌진(にんじん) - 요구레토(ヨーグレット) - 마켄구미(まけんグミ) - 만드는 가브리츄(つくるガブリチュウ) - 매화 잼(梅ジャム) - 안즈보(あんずボー) - 글리코(グリコ) - 사쿠마식 드롭스(サクマ式ドロップス) - 콜라검(コーラガム) - 웅초코(うんチョコ) - 다시마 초절임(都こんぶ) | 제4권 - 모리나가 라무네(森永ラムネ) - 엄청 무서운 이야기 껌(超・怖い話ガム) - 오후의 칼파스(おやつカルパス) - 페페론치노(ペペロンチーノ) - 발끈 욧짱(カットよっちゃん) - 먹는겁니다Hi(食べルンですHi) - 사쿠란보의 시(さくらんぼの詩) - 폿킹 아이스(ポッキンアイス) - 치즈 아라레(チーズあられ) - 모리나가 밀크 캐러멜(森永ミルクキャラメル) - 실당기기 사탕(糸引き飴) - 미니콜라(ミニコーラ) - 파인사탕(パインアメ) - 푸치검(プチガム) |

## 작중에 등장한 놀이
- 딱지치기 (멘코)
- 켄다마
- 실뜨기 (아야토리)
- 구슬치기 (오하지키)

## 서지 정보

### 단행본
- 코토야마 《다가시카시》 〈소년 선데이 코믹스〉, 전 11권
  1. 2014년 9월 23일 발행(9월 18일 발매[小 1]), ISBN 978-4-09-125125-1
  2. 2015년 3월 23일 발행(3월 18일 발매[小 2]), ISBN 978-4-09-125399-6
  3. 2015년 10월 21일 발행(10월 18일 발매[小 3]), ISBN 978-4-09-126210-3
  4. 2015년 12월 23일 발행(12월 18일 발매[小 4]), ISBN 978-4-09-126570-8
    - 특제 딱지 동봉 한정판 같은 날 발매[小 5]、ISBN 978-4-09-159222-4

  5. 2016년 5월 23일 발행(5월 18일 발매[小 6]), ISBN 978-4-09-127160-0
    - 생 브로마이드 부록 한정판 같은 날 발매[小 7]、ISBN 978-4-09-159231-6

  6. 2016년 10월 23일 발행(10월 18일 발매[小 8]), ISBN 978-4-09-127408-3
  7. 2017년 3월 22일 발행(3월 17일 발매[小 9]), ISBN 978-4-09-127513-4
  8. 2017년 8월 15일 발행(8월 10일 발매[小 10]), ISBN 978-4-09-127681-0
  9. 2017년 12월 23일 발행(12월 18일 발매[小 11]), ISBN 978-4-09-127882-1
  10. 2018년 2월 21일 발행(2월 16일 발매[小 12]), ISBN 978-4-09-128083-1
  11. 2018년 5월 23일 발행(5월 18일 발매[小 13]), ISBN 978-4-09-128247-7
    - 피규어 포함 특별판 같은 날 발매[小 14]), ISBN 978-4-09-943012-2

### 공식 팬북
- 《다가시카시 공식 팬북》 2016년 1월 18일 발매[小 15]、ISBN 978-4-09-126830-3

### 일러스트집
- 《다가시카시 ~미수록 작품&일러스트집~》 2019년 11월 18일 발매、ISBN 978-4-09-129531-6

### 소설
- 원작 일러스트: 코토야마, 소설: 아이소라 만타 《다가시카시 또 하나의 여름방학》 쇼가쿠칸 〈가가가 문고〉
  1. 2015년 12월 18일 발매, ISBN 978-4-09-451585-5

## TV 애니메이션
|                     | 제1기                                                               | 제2기                                                               |
| ------------------- | ------------------------------------------------------------------- | ------------------------------------------------------------------- |
| 원작                | 코토야마 （쇼가쿠칸 「주간 소년 선데이」 연재중）                   | 코토야마 （쇼가쿠칸 「주간 소년 선데이」 연재중）                   |
| 감독                | 타카야나기 시게히토                                                 | 쿠와바라 사토시                                                     |
| 시리즈 구성         | 타카야나기 시게히토 카모 야스코                                     | 모리타 마유미                                                       |
| 캐릭터 디자인       | 카미모토 카네토시                                                   | 미우라 나나                                                         |
| 프롭 디자인         | 사토 모토아키 야마모토 아츠시 타츠타 신이치(2화~)                   | 후지이 카이엔                                                       |
| 미술 감독           | 타카기 사와코                                                       | 시바타 마사토                                                       |
| 색채 설계           | 아와이다 요우                                                       | 아부라야 유미                                                       |
| 촬영 감독           | 혼다이 타카히로                                                     | 코다마 준야                                                         |
| 편집                | 하라키 다이스케                                                     | 와타나베 타미미                                                     |
| 음향 감독           | 모토야마 사토시                                                     | 모토야마 사토시                                                     |
| 음악                | 오오스미 토모타카, 노부사와 노부아키                                | 오오스미 토모타카, 노부사와 노부아키                                |
| 음악 제작           | 포니 캐년                                                           | 포니 캐년                                                           |
| 음악 프로듀서       | 타카하타 유이치로                                                   | 横尾勇亮                                                            |
| 프로듀서            | 타나카 준이치로, 나카메 타카아키 오오하시 토모유키, 요시카와 아츠시 | 타나카 준이치로, 나카메 타카아키 오오하시 토모유키, 요시카와 아츠시 |
| 프로듀서            | 모코다 마스미 오카모토 준야 요사무라 야스히로                       | 테라다 유스케 토모히사 아츠시 니시야 야스유키 츠루타 노리아키       |
| 애니메이션 프로듀서 | 요시다 케이스케                                                     | 우다가와 스미오 오오사와 히로시                                     |
| 애니메이션 제작     | feel.                                                               | 데즈카 프로덕션                                                     |
| 제작 협력           | 포니 캐년, 쇼가쿠칸, 니치온 U-NEXT, 레이, 로손                      | 포니 캐년, 쇼가쿠칸, 니치온 U-NEXT, 레이, 로손                      |
| 제작 협력           | 닥스 프로덕션                                                       | 포니 캐년 엔터프라이즈                                              |
| 제작                | 시카다 막과자                                                       | 시카다 막과자 2                                                     |
| 제작                | TBS                                                                 |                                                                     |

2016년 1월부터 3월까지 TBS 텔레비전 등에서 제1기가 방송되었다, 실재하는 막과자의 상품명은, 원작과 마찬가지로 거의 실명으로 등장하고 있다. 또한, 제1화에서는 원작에는 없는 애니메이션 오리지널의 다른 작품 패러디 장면도 삽입되어 있다.
2018년 1월부터 3월까지 제2기 《다가시카시 2》가 방송되었다. 30분 방송이었던 제1기와는 달리, 같은 선데이 계열에서 연재되고 있는 《집에서 한잔》과 나누는 형태의 15분으로 방송되었다. 또, 애니메이션 제작 회사가 feel.에서 데즈카 프로덕션으로 바뀌고, 주요 스태프도 대폭 변경되었다.

### 반응(애니메이션)
PV가 공개되자, 그 완성도에 작가는 트위터에서 찬사를 보내, 팬이나 호타루 역의 타케타츠 아야나으로부터도 기대가 전해졌다.
원작 단행본의 발행 부수는 애니메이션화 발표로부터 3개월 만에 두배, d 아니메 스토어에 의한 '금기 뭐 볼래? 2016 겨울 애니메이션 인기 투표'에서는 종합 제7위, 아니메! 아니메!에 의한 '2016년 겨울 애니메이션 뭐 보고 있어?'에서 제1위, 소니 컴퓨터 엔터테인먼트에 의한 1월 방송 개시의 겨울 애니메이션의 제1화를 대상으로 한 속보 토르네 순위에서 제1위, 월간 토르네 순위에서 제3위, 비디오 마켓에 의한 2016년 1월 18일~1월 24일 애니메이션 시청수 랭킹에서 제5위.
제1화에 등장한 감자튀김에 대해서는, 본작의 시청자에 의한 문의가 쇄도했기 때문에, 제조업체 도호제과가 공식 사이트에 답변을 게재하고 있으며, 이 답변 페이지에는 본작에 대한 이모티콘이 있는 숨겨진 글이 담겨 있다. 또한, 영 도넛에 대해서도 제조업체 미야타제과가 공식 트위터에서 본작의 영향을 기뻐하는 트윗을 게재했다.

### 주제가
제1기
모두 제3화에서 영상이 변경되었다.
오프닝 테마 「Checkmate!?」
노래 - MICHI / 작사 - RUCCA / 작곡 - 후지타 준페이, 이와하시 세이마 / 편곡 - 이와하시 세이마
엔딩 테마 「Hey! 칼로리 Queen」
노래 - 타케타츠 아야나 / 작사·작곡·편곡 - 야시킨, 오키이 레지
제2기
오프닝 테마 「OH MY 슈거 필링!!」
노래 타케타츠 아야나 / 작사 - 나카무라 카나타 / 작곡 - Motokiyo / 편곡 - 오오쿠보 카오루
제12화에서는 엔딩 테마로 사용되었다.
엔딩 테마 「이상한 나와 꿀 같은 너」
노래 - 하치미츠 로켓 / 작사·작곡 - 마에야마다 켄이치 / 편곡 - 아사다 마사아키

### 각화 리스트
| 화수   | 일본어 부제                                                                    | 번역 부제                                                              | 각본                          | 콘티                                  | 연출                                                | 작화감독 | 총작화감독                                              |
| 제1기  | 제1기                                                                          | 제1기                                                                  | 제1기                         | 제1기                                 | 제1기                                               | 제1기 | 제1기                                                   |
| ------ | ------------------------------------------------------------------------------ | ---------------------------------------------------------------------- | ----------------------------- | ------------------------------------- | --------------------------------------------------- | --- | ------------------------------------------------------- |
| 제1화  | うまい棒と ポテフと…コーヒー牛乳キャンディと ヤングドーナツと…                 | 우마이봉 이랑 포테프랑…커피 우유 캔디랑 영도너츠랑…                    | 카모 야스코 (加茂靖子)        | 타카야나기 시게히토(高柳滋仁)         | 타카야나기 시게히토(高柳滋仁)                       | 야스다 사치코(安田祥子) 카와시마 나오(川島尚) 시미즈 나오키(清水直樹)                                                           | 카미모토 카네토시 (神本兼利)                            |
| 제2화  | きなこ棒と 生いきビールと…笛ラムネと めんこと…                                 | 키나코봉 이랑 나마이키 맥주 랑…피리 라무네 랑 멘코 랑…                 | 카모 야스코 (加茂靖子)        | 타카야나기 시게히토                   | 후지이 타카후미 (ふじいたかふみ)                    | 나카야마 하츠에(中山初絵) 야마우치 노리야스(山内則康) 니소노 倩(煮苑倩) 사토 모토아키(佐藤元昭) 야마모토 아츠시(山本篤史)       | 카미모토 카네토시 (神本兼利)                            |
| 제3화  | ブタメンと くるくるぼーゼリーと…ボンタンアメと セブンネオンと…                 | 부타멘 이랑 빙글빙글 막대 젤리랑…본탄아메 이랑 세븐네온 이랑…          | 카모 야스코 (加茂靖子)        | 시게모토 와카코 (重本和佳子)          | 사가 사토시 (嵯峨敏)                                | 야마모토 젠자이(山本善哉) 카도 토모아키(門智昭) 키타무라 토모유키(北村友幸) 시미즈 나오키                                       | 야마자키 마사카즈 (山崎正和) 마스다 쿠니아키 (桝田邦彰) |
| 제4화  | ふがしと ふがしと…グリコと グリコと…                                           | 후가시 랑 후가시랑…글리코 랑 글리코랑…                                 | 우라하타 타츠히코 (浦畑達彦)  | 히라미네 요시히로(平峯義大)           | 히라미네 요시히로(平峯義大)                         | 이지마 케이코(井嶋けい子) 카와시마 나오                                                                                         | 야마자키 마사카즈 (山崎正和) 마스다 쿠니아키 (桝田邦彰) |
| 제5화  | ビンラムネと ベビースターラーメンと…ヤッターめんと すっぱいぶどうにご用心!と…  | 빈 라무네 랑 비스타 라멘이랑…얏타멘이랑 신 포도에 조심! 이랑…          | 카모 야스코                   | 코데라 카츠유키 (小寺勝之)            | 미야자키 슈지 (宮崎修司)                            | 마츠시타 이쿠코(松下郁子) 다카하시 아츠코(高橋敦子)                                                                             | 카미모토 카네토시                                       |
| 제6화  | 超ひもQと おはじきと… ときどきまけんグミヨーグレットと ココナツと…             | 초히모Q랑 구슬치기랑… 때때로 마켄구미요구레토랑 코코나츠랑…            | 요코테 미치코 (横手美智子)    | 시게모토 와카코                       | 코사야(こさや)                                      | 야마우치 노리야스 카마타 히토시(鎌田均) 야마무라 슌료(山村俊了) 시미즈 나오키 야스다 사치코 키타무라 토모유키                   | 카미모토 카네토시 마스다 쿠니아키 야마자키 마사카즈     |
| 제7화  | 夏祭りと ほたると…夏祭りと サヤと…                                             | 여름축제랑 호타루랑…여름축제랑 사야랑…                                 | 카모 야스코                   | 이와사키 미츠히로(岩崎光洋)           | 이와사키 미츠히로(岩崎光洋)                         | 사토 모토아키 카와시마 나오 야마모토 아츠시 타츠타 신이치(立田眞一) 키타무라 토모유키 무라카미 류노스케(村上竜之介)             | 카미모토 카네토시 야마자키 마사카즈                     |
| 제8화  | 超恐い話ガムと 台風と…けん玉と プチプチ占いチョコと…                           | 엄청 무서운 이야기 껌이랑 태풍이랑…켄다마랑 쁘띠쁘띠 점쟁이 초코랑…    | 요코테 미치코                 | 코데라 카츠유키                       | 후지이 타카후미                                     | 마스다 쿠니아키(枡田邦彰) 사토 모토아키(佐藤元昭) 시미즈 나오키 무라카미 류노스케 키타무라 토모유키 야스다 사치코 카와시마 나오 | 카미모토 카네토시 야마자키 마사카즈                     |
| 제9화  | わたパチと うんチョコと…さくら大根と たまごアイスと…                           | 와다닥 솜사탕이랑 응가초코랑벚꽃 무랑 달걀 아이스 랑…                  | 우라하타 타츠히코             | 히라미네 요시히로                     | 히라미네 요시히로                                   | 마스다 쿠니아키 이지마 케이코 무라카미 류노스케 나카야마 하츠에(中山初絵) 코자카이 요시오(小堺能夫) 謝苑倩                      | 카미모토 카네토시 야마자키 마사카즈                     |
| 제10화 | 駄菓子じゃねえか!                                                              | 막과자이지 아니한가!                                                   | 카모 야스코                   | 스즈키 켄타로 (鈴木健太郎)            | 타카야나기 시게히토                                 | 카와시마 나오 시미즈 나오키 하카마다 유우지(袴田裕二) 와시키타 키요타(鷲北恭太) 무라카미 류노스케 에가미 나츠키(江上夏樹)       | 카미모토 카네토시 마스다 쿠니아키 야마자키 마사카즈     |
| 제11화 | コーラガムと ヨウと…都こんぶと ラムネと…                                       | 콜라껌이랑 요우랑…다시마 초절임이랑 라무네랑…                          | 우라하타 타츠히코 카모 야스코 | 코데라 카츠유키                       | 후지이 타츠미 (藤井辰巳) 타카타 마사토요 (高田昌豊) | 마츠시타 이쿠코 오가타 히로미(緒方浩美) 이나츠 타츠노부(稲津辰宣) 마루야마 마사히코(丸山匡彦) 나츠세 유우리(夏瀬悠里)           | 카미모토 카네토시 야마자키 마사카즈                     |
| 제12화 | 食べるんですHiと さくらんぼの詩と…森永ミルクキャラメルと サクマ式ドロップスと… | 먹어봅시다Hi랑 버찌의 시랑…모리나가 밀크 캐러맬이랑 사쿠마식 드롭스랑… | 우라하타 타츠히코 카모 야스코 | 이와사키 미츠히로 타카야나기 시게히토 | 이와사키 미츠히로                                   | 이지마 케이코 무라카미 류노스케 카와시마 나오 시미즈 나오키                                                                     | 카미모토 카네토시 야마자키 마사카즈 마스다 쿠니아키     |
| 제2기  |                                                                                |                                                                        |                               |                                       |                                                     | |                                                         |
| 제1화  | ビッグカツとペペロンチーノと…                                                  | 빅카츠와 페페론치노와...                                               | 모리타 마유미                 | 쿠와바라 사토시                       | 요시무라 후미히로                                   | 나카무라 미치노스케 | 코바야시 아케미                                         |
| 제2화  | 野球盤ガムとポンポン船と…                                                      | 야구판 껌과 퐁퐁선과...                                                | 모리타 마유미                 | 쿠와바라 사토시                       | 마타노 히로미치                                     | 사이토 케이타 | 코바야시 아케미                                         |
| 제3화  | ベーゴマと追憶と…                                                              | 베이고마와 추억과...                                                   | 모리타 마유미                 | 쿠와바라 사토시                       | 치바 시게루                                         | 치바 시게루 | 코바야시 아케미                                         |
| 제4화  | ホームランバーと花火大会と…                                                    | 홈런바와 불꽃축제와...                                                 | 모리타 마유미                 | 쿠와바라 사토시                       | 이와모토 야스오                                     | 우스타니 히데유키 | 코바야시 아케미                                         |
| 제5화  | 救急車とタラタラしてんじゃね〜よと…                                            | 구급차와 빈둥거리지 마라~와...                                         | 요코테 미치코                 | 쿠와바라 사토시                       | 이와모토 야스오                                     | 야마다 모모코 | 코바야시 아케미                                         |
| 제6화  | ビニコンと求人情報誌と…                                                        | 편의점과 구인 정보지와...                                              | 요코테 미치코                 | 쿠와바라 사토시                       | 마에다 후미오                                       | 시오노 코노미 히사마츠 사키 야마다 모모코 오쿠무라 타다요시 아오키 카즈노리 노다 미치코                                         | 사이토 케이타                                           |
| 제7화  | 尾張ハジメとチョコボールと…                                                    | 오와리 하지메와 초코볼과...                                            | 모리타 마유미                 | 쿠와바라 사토시                       | 마에다 후미오                                       | 나카무라 미치노스케 | 코바야시 아케미                                         |
| 제8화  | ロールキャンディとハイエイトチョコと…                                          | 롤캔디와 하이에이트 초코와...                                          | 모리타 마유미                 | 쿠와바라 사토시                       | 야마구치 요리후사                                   | 아라타 하야토 우치다 히로시 아오키 카즈노리 미우라 나나                                                                         | 코바야시 아케미                                         |
| 제9화  | インターネッツとスーパーボールと…                                              | 인터넷과 슈퍼볼과...                                                   | 요코테 미치코                 | 쿠와바라 사토시                       | 치바 시게루                                         | 치바 시게루 | 사이토 케이타                                           |
| 제10화 | 紋次郎いかと漫画原稿と…                                                        | 몬지로 오징어와 만화 원고와...                                         | 요코테 미치코                 | 쿠와바라 사토시                       | 야마구치 요리후사                                   | Hwang Jin | 코바야시 아케미                                         |
| 제11화 | ホームランバーの当たり棒と雪と…                                                | 홈런바 당첨 막대와 눈과...                                             | 모리타 마유미                 | 쿠와바라 사토시                       | 마에다 후미오                                       | 야마다 모모코 | 코바야시 아케미 미우라 나나                             |
| 제12화 | ただいまとおかえりと…                                                          | '다녀왔어'와 '어서 와요'와...                                          | 모리타 마유미                 | 쿠와바라 사토시                       | 마에다 후미오                                       | 나카무라 미치노스케 우치다 히로시 사이토 케이타 아오키 카즈노리                                                                 | 코바야시 아케미                                         |

### BD / DVD
| 권                        | 발매일               | 수록화               | 규격품번             | 규격품번             |
| 권                        | 발매일               | 수록화               | BD                   | DVD                  |
| 제1기 《다가시카시》      | 제1기 《다가시카시》 | 제1기 《다가시카시》 | 제1기 《다가시카시》 | 제1기 《다가시카시》 |
| ------------------------- | -------------------- | -------------------- | -------------------- | -------------------- |
| 1                         | 2016년 3월 16일      | 제1화 - 제2화        | PCXE-50631           | PCBE-55261           |
| 2                         | 2016년 4월 20일      | 제3화 - 제4화        | PCXE-50632           | PCBE-55262           |
| 3                         | 2016년 5월 18일      | 제5화 - 제6화        | PCXE-50633           | PCBE-55263           |
| 4                         | 2016년 6월 15일      | 제7화 - 제8화        | PCXE-50634           | PCBE-55264           |
| 5                         | 2016년 7월 20일      | 재9화 - 제10화       | PCXE-50635           | PCBE-55265           |
| 6                         | 2016년 8월 17일      | 제11화 - 제12화      | PCXE-50636           | PCBE-55266           |
| 제2기 《다가시카시2》 BD  |                      |                      |                      |                      |
| 上                        | 2018년 3월 21일      | 제1화 - 제6화        | PCXP-50591           |                      |
| 下                        | 2018년 4월 18일      | 제7화 - 제12화       | PCXP-50592           |                      |
| 제2기 《다가시카시2》 DVD |                      |                      |                      |                      |
| 1                         | 2018년 3월 21일      | 제1화 - 제4화        |                      | PCBP-53911           |
| 2                         | 2018년 4월 18일      | 제5화 - 제8화        | PCBP-53912           |                      |
| 3                         | 2018년 5월 16일      | 제9화 - 제12화       | PCBP-53913           |                      |

### 내용주
1. ↑  독특한 맛이 다양하기로 유명한 막대 과자. 의미는 "맛있는 봉".
2. ↑  콩가루 고물을 묻힌 막대 과자.
3. ↑  거품이 있어 맥주처럼 보이는 무알콜인 드링크.
4. ↑  입술 사이에 끼어 불면 피리처럼 소리가 나는 구멍이 있는 원형의 사탕.
5. ↑  한국의 딱지와 비슷한 일본의 완구.
6. ↑  돼지고기 라멘.
7. ↑  감귤맛 사탕.
8. ↑  튜브 속에 들어 있는 달콤한 과자를 갉아내거나 꺼내서 먹을 수 있는 막과자.
9. ↑  주로 흑설탕이 발라져 있는 일본의 전통적인 막과자.
10. ↑  구리코라고도 불리며, 하나 당 16칼로리로, 300m를 달릴 수 있게 해준다.
11. ↑  병 모양의 식용 용기 안에 들어 있어서 마실 수 있도록 만들어진 가루.
12. ↑  3개 중 단 하나만 가장 신 맛을 내는 포도 맛의 껌. 이전에는 포장 그림에 선글라스를 착용한 캐릭터가 있었으나 포장 디자인을 갱신하면서 사라졌다.
13. ↑  고무 용기 안에 들어 있는 아이스크림. 쇼와 시대에 탄생했다.

### 참조주
1. ↑  “막과자×미소녀 코메디 「다가시카시」 1권”. コミックナタリー (2014년 9월 18일). 2015년 2월 25일 확인.
2. 1 2  “アニメ「だがしかし」2期の制作決定！2018年放送、新キャラのハジメの姿も”. 《コミックナタリー》. 2017년 8월 9일. 2017년 8월 9일에 확인함.
3. ↑  “今期は何を見る？ dアニメストアによる2016冬アニメ人気投票の結果発表”. 電撃オンライン. 2016년 2월 16일에 확인함.
4. ↑  ““2016年冬アニメ何見てる？”　アンケート第1位は駄菓子がテーマの「だがしかし」”. アニメ！アニメ！. 2016년 2월 6일에 확인함.
5. ↑  “速報トルネ番付：冬アニメ第1話は「だがしかし」が首位　「僕だけがいない街」が僅差で2位に”. まんたんウェブ. 2016년 2월 6일에 확인함.
6. ↑  “月間トルネ番付：「僕だけがいない街」が首位　「オルフェンズ」2クール目、「だがしかし」続く　1月アニメ編”. まんたんウェブ. 2016년 2월 6일에 확인함.
7. ↑  “「だがしかし」が急上昇、1位は「ハイキュー!!」！［ビデオマーケット週間視聴ランキング］”. アニメ！アニメ！. 2016년 2월 6일에 확인함.
8. ↑  “「だがしかし」ブームで「ポテフ」メーカーに問い合わせ殺到、“よくある質問”を急遽公開”. インサイド. 2016년 2월 6일에 확인함.
9. ↑  “「ポテフと略す？」「初耳です」　ポテトフライの東豊製菓がアニメ「だがしかし」ファン向けQ＆A公開”. ねとらぼ. 2016년 2월 6일에 확인함.
10. ↑  “宮田製菓公式 2016年2月7日のツイート”. 2016년 2월 11일에 확인함.

쇼가쿠칸: 코믹
1. ↑  “『だがしかし 1』”. 2015년 10월 16일에 확인함.
2. ↑  “『だがしかし 2』”. 2015년 10월 16일에 확인함.
3. ↑  “『だがしかし 3』”. 2015년 10월 16일에 확인함.
4. ↑  “『だがしかし 4』”. 2015년 12월 18일에 확인함.
5. ↑  “『だがしかし 4』特製メンコ付き限定版”. 2015년 12월 18일에 확인함.[깨진 링크(과거 내용 찾기)]
6. ↑  “『だがしかし 5』”. 2016년 5월 17일에 확인함.
7. ↑  “『だがしかし 5』生ブロマイド付き限定版”. 2016년 5월 17일에 확인함.[깨진 링크(과거 내용 찾기)]
8. ↑  “『だがしかし 6』”. 2016년 10월 18일에 확인함.
9. ↑  “『だがしかし 7』”. 2017년 3월 17일에 확인함.
10. ↑  “『だがしかし 8』”. 2017년 8월 10일에 확인함.
11. ↑  “『だがしかし 9』”. 2017년 12월 18일에 확인함.
12. ↑  “『だがしかし 10』”. 2018년 2월 16일에 확인함.
13. ↑  “『だがしかし 11』”. 2018년 5월 18일에 확인함.
14. ↑  “『だがしかし 11』フィギュア付き特別版”. 2018년 5월 18일에 확인함.
15. ↑  “だがしかし公式ファンブック”. 2016년 1월 18일에 확인함.[깨진 링크(과거 내용 찾기)]